# Álvaro Odriozola
Álvaro Odriozola Arzalluz (San Sebastián, 14 dicembre 1995) è un calciatore spagnolo, difensore della Real Sociedad.

## Biografia
Ha un fratello di nome Pablo, mentre sua cugina, Nora Azurmendi, è una giocatrice di pallamano.

## Caratteristiche tecniche
È un terzino destro dalla sorprendente facilità di corsa, con una notevole capacità di spinta e movimento con la palla. Forte in fase offensiva, sa essere un buon assist-man.

## Carriera

### Club

#### L'esordio con la Real Sociedad

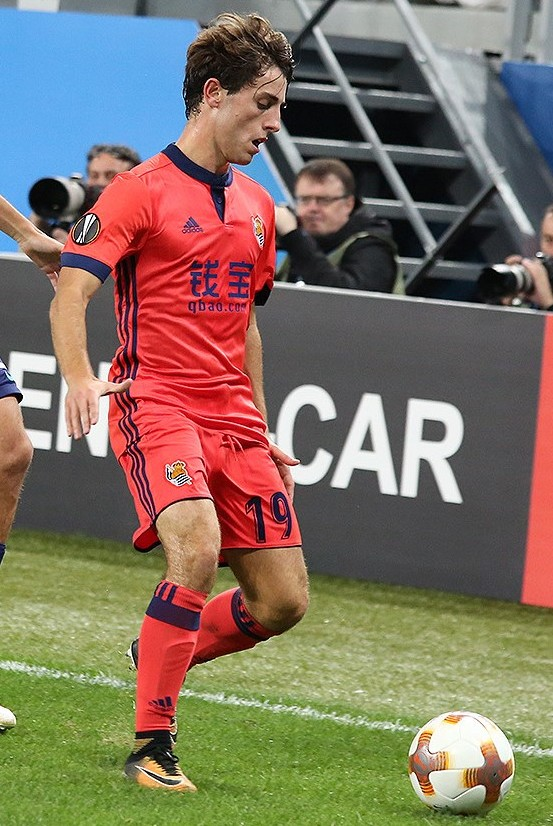
Odriozola con la Real Sociedad nel 2017

Cresciuto nel settore giovanile della Real Sociedad, esordisce in prima squadra il 16 gennaio 2017, in occasione della partita vinta per 0-2 contro il Malaga.

#### Real Madrid
Il 5 luglio 2018 viene acquistato dal Real Madrid per 30 milioni di euro.

#### In prestito al Bayern Monaco
Il 22 gennaio 2020 si trasferisce in prestito al Bayern Monaco fino al termine della stagione. Il 21 febbraio fa il suo debutto con i bavaresi in occasione del successo per 3-2 contro il Paderborn. A fine stagione si laurea campione di Germania, oltre ad avere vinto anche Coppa di Germania e Champions League.

#### Il ritorno in Spagna e il prestito alla Fiorentina
A fine prestito fa ritorno al Real Madrid; tuttavia non trova molto spazio giocando 16 partite tra campionato e coppe realizzando 2 reti (entrambe in campionato).
Il 28 agosto 2021 si trasferisce in prestito alla Fiorentina. Esordisce con i viola l'11 settembre seguente in occasione del successo per 1-2 contro l'Atalanta. Il 17 gennaio 2022 segna il suo primo gol nel successo per 6-0 contro il Genoa.

#### Ritorno alla Real Sociedad
Dopo essere rimasto al Real Madrid nella stagione 2022-23 e aver visto il campo solo 6 volte in stagione, il 1 settembre 2023 fa ritorno alla Real Sociedad dopo 5 anni.

### Nazionale
Dopo aver collezionato tre presenze con la nazionale under-21, ed aver ottenuto il secondo posto agli Europei di categoria del 2017, il 6 ottobre dello stesso anno colleziona la prima presenza con la nazionale maggiore, nella partita vinta per 3-0 contro l'Albania, valida per le qualificazioni ai Mondiali del 2018, risultando tra i migliori in campo.
Il 21 maggio 2018 viene convocato dal commissario tecnico della Spagna Lopetegui per il Mondiale di Russia 2018, e il 3 giugno seguente, in occasione dell'amichevole pre-manifestazione pareggiata contro la Svizzera (1-1), realizza il suo primo gol in nazionale maggiore. Nel corso della manifestazione non gioca nessuna delle 4 gare disputate dalla nazionale spagnola, eliminata ai rigori dai padroni di casa della Russia agli ottavi.

## Statistiche

### Presenze e reti nei club
Statistiche aggiornate al 4 giugno 2023
| Stagione               | Squadra                | Campionato             | Campionato | Campionato | Coppe nazionali | Coppe nazionali | Coppe nazionali | Coppe continentali | Coppe continentali | Coppe continentali | Altre coppe | Altre coppe | Altre coppe | Totale | Totale |
| Stagione               | Squadra                | Comp                   | Pres       | Reti       | Comp            | Pres            | Reti            | Comp               | Pres               | Reti               | Comp        | Pres        | Reti        | Pres   | Reti   |
| ---------------------- | ---------------------- | ---------------------- | ---------- | ---------- | --------------- | --------------- | --------------- | ------------------ | ------------------ | ------------------ | ----------- | ----------- | ----------- | ------ | ------ |
| 2013-2014              | Real Sociedad B        | SDB                    | 9          | 0          | -               | -               | -               | -                  | -                  | -                  | -           | -           | -           | 9      | 0      |
| 2014-2015              | Real Sociedad B        | SDB                    | 27         | 1          | -               | -               | -               | -                  | -                  | -                  | -           | -           | -           | 27     | 1      |
| 2015-2016              | Real Sociedad B        | SDB                    | 32         | 2          | -               | -               | -               | -                  | -                  | -                  | -           | -           | -           | 32     | 2      |
| 2016-2017              | Real Sociedad B        | SDB                    | 18         | 0          | -               | -               | -               | -                  | -                  | -                  | -           | -           | -           | 18     | 0      |
| Totale Real Sociedad B | Totale Real Sociedad B | Totale Real Sociedad B | 86         | 3          |                 | -               | -               |                    | -                  | -                  |             | -           | -           | 86     | 3      |
| 2016-2017              | Real Sociedad          | PD                     | 15         | 0          | CR              | 1               | 0               | -                  | -                  | -                  | -           | -           | -           | 16     | 0      |
| 2017-2018              | Real Sociedad          | PD                     | 35         | 0          | CR              | 0               | 0               | UEL                | 6                  | 1                  | -           | -           | -           | 41     | 1      |
| Totale Real Sociedad   | Totale Real Sociedad   | Totale Real Sociedad   | 50         | 0          |                 | 1               | 0               |                    | 6                  | 1                  |             | -           | -           | 57     | 1      |
| 2018-2019              | Real Madrid            | PD                     | 14         | 0          | CR              | 5               | 1               | UCL                | 3                  | 0                  | SU+Cmc      | 0+0         | 0           | 22     | 1      |
| 2019-gen. 2020         | Real Madrid            | PD                     | 4          | 0          | CR              | 0               | 0               | UCL                | 1                  | 0                  | SS          | 0           | 0           | 5      | 0      |
| gen.-ago. 2020         | Bayern Monaco          | BL                     | 3          | 0          | CG              | 1               | 0               | UCL                | 1                  | 0                  | SG          | -           | -           | 5      | 0      |
| 2020-2021              | Real Madrid            | PD                     | 13         | 2          | CR              | 1               | 0               | UCL                | 2                  | 0                  | SS          | 0           | 0           | 16     | 2      |
| 2021-2022              | Fiorentina             | A                      | 25         | 1          | CI              | 2               | 0               | -                  | -                  | -                  | -           | -           | -           | 27     | 1      |
| 2022-2023              | Real Madrid            | PD                     | 3          | 0          | CR              | 2               | 0               | UCL                | 0                  | 0                  | SS+SU+Cmc   | 0+0+1       | 0+0+0       | 6      | 0      |
| Totale Real Madrid     | Totale Real Madrid     | Totale Real Madrid     | 34         | 2          |                 | 8               | 1               |                    | 6                  | 0                  |             | 1           | 0           | 49     | 3      |
| Totale carriera        | Totale carriera        | Totale carriera        | 198        | 6          |                 | 12              | 1               |                    | 13                 | 1                  |             | 1           | 0           | 226    | 8      |

### Cronologia presenze e reti in nazionale
| Cronologia completa delle presenze e delle reti in nazionale ― Spagna | Cronologia completa delle presenze e delle reti in nazionale ― Spagna | Cronologia completa delle presenze e delle reti in nazionale ― Spagna | Cronologia completa delle presenze e delle reti in nazionale ― Spagna | Cronologia completa delle presenze e delle reti in nazionale ― Spagna | Cronologia completa delle presenze e delle reti in nazionale ― Spagna | Cronologia completa delle presenze e delle reti in nazionale ― Spagna | Cronologia completa delle presenze e delle reti in nazionale ― Spagna |
| Data                                                                  | Città                                                                 | In casa                                                               | Risultato                                                             | Ospiti                                                                | Competizione                                                          | Reti                                                                  | Note                                                                  |
| --------------------------------------------------------------------- | --------------------------------------------------------------------- | --------------------------------------------------------------------- | --------------------------------------------------------------------- | --------------------------------------------------------------------- | --------------------------------------------------------------------- | --------------------------------------------------------------------- | --------------------------------------------------------------------- |
| 6-10-2017                                                             | Alicante                                                              | Spagna                                                                | 3 – 0                                                                 | Albania                                                               | Qual. Mondiali 2018                                                   | -                                                                     |                                                                       |
| 11-11-2017                                                            | Malaga                                                                | Spagna                                                                | 5 – 0                                                                 | Costa Rica                                                            | Amichevole                                                            | -                                                                     |                                                                       |
| 3-6-2018                                                              | Vila-real                                                             | Spagna                                                                | 1 – 1                                                                 | Svizzera                                                              | Amichevole                                                            | 1                                                                     | 70’                                                                   |
| 9-6-2018                                                              | Krasnodar                                                             | Tunisia                                                               | 0 – 1                                                                 | Spagna                                                                | Amichevole                                                            | -                                                                     | 46’                                                                   |
| Totale                                                                |                                                                       | Presenze                                                              | 4                                                                     |                                                                       | Reti                                                                  | 1                                                                     |                                                                       |

| Cronologia completa delle presenze e delle reti in nazionale ― Spagna under 21 | Cronologia completa delle presenze e delle reti in nazionale ― Spagna under 21 | Cronologia completa delle presenze e delle reti in nazionale ― Spagna under 21 | Cronologia completa delle presenze e delle reti in nazionale ― Spagna under 21 | Cronologia completa delle presenze e delle reti in nazionale ― Spagna under 21 | Cronologia completa delle presenze e delle reti in nazionale ― Spagna under 21 | Cronologia completa delle presenze e delle reti in nazionale ― Spagna under 21 | Cronologia completa delle presenze e delle reti in nazionale ― Spagna under 21 |
| Data                                                                           | Città                                                                          | In casa                                                                        | Risultato                                                                      | Ospiti                                                                         | Competizione                                                                   | Reti                                                                           | Note                                                                           |
| ------------------------------------------------------------------------------ | ------------------------------------------------------------------------------ | ------------------------------------------------------------------------------ | ------------------------------------------------------------------------------ | ------------------------------------------------------------------------------ | ------------------------------------------------------------------------------ | ------------------------------------------------------------------------------ | ------------------------------------------------------------------------------ |
| 23-3-2017                                                                      | Murcia                                                                         | Spagna under 21                                                                | 3 – 1                                                                          | Danimarca under 21                                                             | Amichevole                                                                     | -                                                                              |                                                                                |
| 27-3-2017                                                                      | Roma                                                                           | Italia under 21                                                                | 1 – 2                                                                          | Spagna under 21                                                                | Amichevole                                                                     | -                                                                              | 86’                                                                            |
| 23-6-2017                                                                      | Bydgoszcz                                                                      | Serbia under 21                                                                | 0 – 1                                                                          | Spagna under 21                                                                | Europeo Under-21 2017 - 1º turno                                               | -                                                                              |                                                                                |
| Totale                                                                         |                                                                                | Presenze                                                                       | 3                                                                              |                                                                                | Reti                                                                           | 0                                                                              |                                                                                |

## Palmarès

### Club

#### Competizioni nazionali
- Supercoppa di Spagna: 1

Real Madrid: 2019
- Campionato tedesco: 1

Bayern Monaco: 2019-2020
- Coppa di Germania: 1

Bayern Monaco: 2019-2020
- Coppa di Spagna: 1

Real Madrid: 2022-2023

#### Competizioni internazionali
- Coppa del mondo per club: 2

Real Madrid: 2018, 2022
- UEFA Champions League: 1

Bayern Monaco: 2019-2020
- Supercoppa UEFA: 1

Real Madrid: 2022